# Oleg Prudius

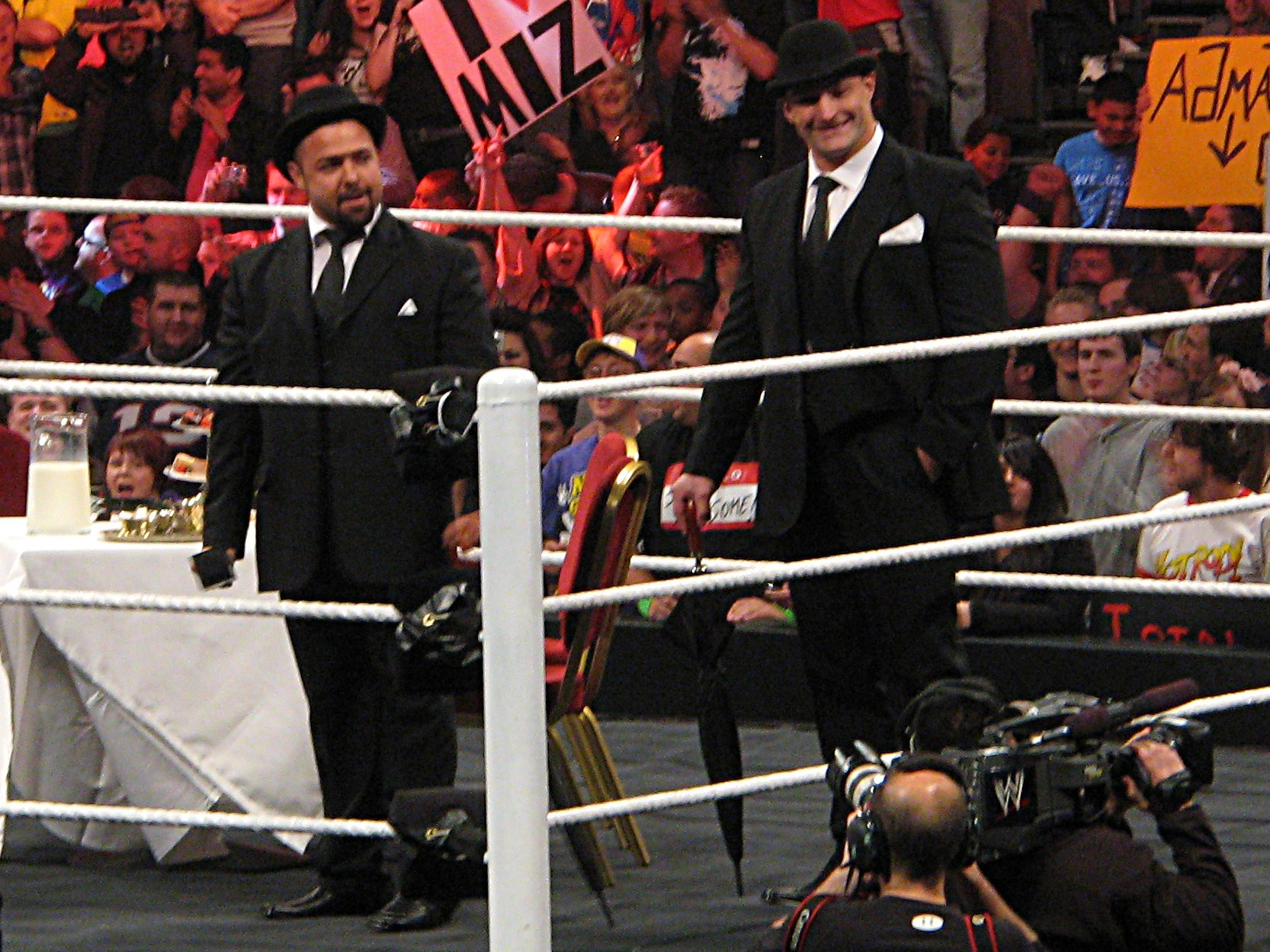
Marella en Kozlov in november 2010 op Raw

Oleg Aleksandrovitsj Prudius (Oekraïens: Олег Олександрович Прудіус; Russisch: Олег Александрович Прудиус) (Kiev, 27 april 1969) is een Oekraïens-Amerikaans voormalig professioneel worstelaar die sinds 2021 actief is in Impact Wrestling als Russischtalige commentator voor het bedrijf. HIj is best bekend van zijn bij de World Wrestling Entertainment. HIj is een voormalige WWE Tag Team Champion met Santino Marella.
Prudius tekende een opleidingscontract met WWE en werd verwezen naar hun opleidingscentrum, Deep South Wrestling (DSW) en later door naar Ohio Valley Wrestling (OVW). Hij is een voormalige OVW Heavyweight Champion. In april 2008 maakte hij zijn debuut op het hoofdrooster bij SmackDown als Vladimir Kozlov. Al gauw werd hij betrokken in de "Main Event" scene. Hij worstelde met legendes zoals The Undertaker, waar hij een overwinning op scoorde, Jeff Hardy, Matt Hardy, Triple H en Edge. Tevens heeft hij wedstrijden gehad om met WWE Championship en het ECW Championship. Nadat de ECW brand opgeheven werd, vormde hij team Santino Marella waar hun één keer het WWE Tag Team Championship wonnen. In 2011 werd Kozlov vrijgegeven van zijn contract door WWE. Prudius was de eerste Oekraïner die ooit worstelde voor de WWE.
Prudius heeft ook gewerkt als toneel- en schermacteur, met name met een kleine rol in Spike Lee's 25th Hour en een rol in het tweede seizoen van de HBO-serie The Wire.

## Loopbaan
Voordat Prudius in de worstelwereld belandde, won hij verscheidene titels zoals het USA Open Heavyweight Sambo Champion en in de United States Kick-Boxing Association (USKBA) en het International Heavyweight Grappling Championship.
In 2005 verscheen Prudius voor de eerste keer in de worstelwereld bij de worstelorganisatie Total Nonstop Action Wrestling (TNA, nu bekend als Impact Wrestling), waar hij naast de TNA-co-oprichter Jerry Jarrett zat.
Op 17 januari 2006 ondertekende Prudius een opleidingscontract met World Wrestling Entertainment (WWE) en werd verwezen naar het opleidingscentrum Deep South Wrestling (DSW). Op 7 april 2006, maakte Prudius zijn DSW-debuut onder zijn echte naam en had zijn eerste wedstrijd tegen Bobby Walker.
Op 5 mei 2006, had Prudius zijn eerste wedstrijd in WWE in een house show en won van Rob Conway. Op 18 december 2006 maakte Prudius een verschijning op het programma WWE Raw en kreeg de ringnaam Vladimir Kozlov.
Op 28 juli 2007, won Kozlov het OVW Heavyweight Championship door titelverdediger Paul Burchill te verslaan. Kort daarna gaf hij de titel aan Michael W. Kruel, na een overreenkomst.
Op 4 april 2008, maakte Kozlov maakte zijn hoofdroosterdebuut bij WWE SmackDown als een "heel" (NB: slechterik) en won meteen zijn eerste wedstrijd tegen Matt Bentley. De daarop volgende weken won Kozlov zeer gemakkelijk al zijn wedstrijden; eerst tegen lokale talenten en daarna ervaren worstelaars waaronder, Colin Delaney, Funaki, Nunzio, Shannon Moore, Jimmy Wang Yang, Jamie Noble en Domino.
In november 2008 kreeg Kozlov zijn eerste kleine vete met Triple H om het WWE Championship. Bij het evenement Survivor Series, verloor Kozlov de Triple Threat match van regerend kampioen Triple H en Edge. Edge bekwam WWE Champion. Op 14 december 2008, bij het evenement Armageddon, won Kozlov van ECW Champion Matt Hardy in een "Non-Title match". Op 25 januari 2009 nam hij prompt deel aan de jaarlijkse Royal Rumble-wedstrijd, maar werd geëlimineerd door Triple H. Kozlov kwalificeerde zich voor de Elimination Chamber match bij het evenement No Way Out. Bij het evenement werd hij geëlimineerd door The Undertaker.
Op 13 april 2009, werd Kozlov verwezen ECW als deelname van de WWE Draft. Op 30 juni 2009, vormde Kozlov een team met William Regal om het op te nemen tegen het team van Ezekiel Jackson en Christian. Op 18 augustus werd de team versterkt met Jackson, nadat hij zich keerde tegen Christian. Het trio stond later bekend als "The Ruthless Roundtable". Later werd de team alsnog ontbonden, nadat er ruzie was tussen de trio en door de splitsing veranderde Kozlovs karakter in een face ("goedaardig").
Toen de ECW brand werd opgheven, bekwam Kozlov, samen met alle andere ECW-worstelaars, een vrije worstelaar. Op 8 maart 2010, maakte Kozlov zijn debuut op Raw en bekwam opnieuw een heel ("kwaadaardig" of "schurk"). Op 31 mei 2010, hielp Kozlov Santino Marella en Eve Torres om de gemengde tag team wedstrijd te winnen, nadat hij Regal een 'Chokeslam' gaf en bekwam opnieuw een face (NB: held). De volgende maanden vormde Kozlov en Marella een team om deel te nemen van verschillende tag team wedstrijden. Op 6 december 2010, wonnen Kozlov en Marella het WWE Tag Team Championship. Dit was Kozlov zijn eerste kampioenschap in WWE. Bij het evenement Elimination Chamber op 20 februari 2011 moesten ze titel afstaan aan The Corre (Heath Slater & Justin Gabriel), na een nederlaag.
Op 8 maart 2011, werd Kozlov voorgesteld als de mentor van Conor O'Brian op NXT Redemption (seizoen 5).
Op 5 augustus 2011, werd Kozlov vrijgegeven van zijn cotract door WWE.

## In worstelen
- Finishers
  - Scoop lift (2008)
  - Iron Curtain (2008-heden)
- Signature moves
  - Battering ram
  - Fallaway slam
  - Overhead / Side belly to belly suplex
  - Pushing big boot
  - Scoop powerslam
  - Trapping headbutts
- Managers
  - William Regal
  - Santino Marella
  - Tamina

## Prestaties

### Martial Arts
- Sambo
  - USA Open Heavyweight Sambo Champion (2005)[4]
- Kickboksen
  - United States Kick-Boxing Association International Heavyweight Grappling Champion[4]

### Professioneel worstelen
- Ohio Valley Wrestling
  - OVW Heavyweight Championship (1 keer)[6]
- Pro Wrestling Illustrated
  - Gerangschikt op #53 van de top 500 singles worstelaars in de PWI 500 in 2009[7]
- World Wrestling Entertainment
  - WWE Tag Team Championship (1 keer) – met Santino Marella[6]
  - Slammy Award (1 keer)
    - Breakout Star of the Year (2008)
- Wrestling Observer Newsletter
  - Most Overrated (2008)
  - Worst Worked Match of the Year (2008) vs. Triple H en Edge bij Survivor Series